# Die with Honor
Die with Honor – singel amerykańskiej grupy muzycznej Manowar wydany w 2008 roku.

## Lista utworów
1. "Die with Honor"

## Twórcy
- Eric Adams – śpiew
- Karl Logan – gitara
- Scott Columbus – perkusja
- Joey DeMaio – gitara basowa